# Предејанска река
Предејанска река је десна притока Јужне Мораве. 
Извире на западним обронцима Чемерника, на надморској висини око 1200 m, а настаје од неколико извора у шумом обраслом Качару. Најзначајнији од њих је Хајдучки кладенац, у близини Млачишких Механа. Последњих година, како је овај крај изложен неконтролисаној сечи буковог дрвета, то и извори у Качару, одакле настаје Предејанска река, почињу да пресушују. Ова река се после шест km тока улива у Јужну Мораву у Предејану.